# Georges Vandenhove
Pour les articles homonymes, voir Van Hove.

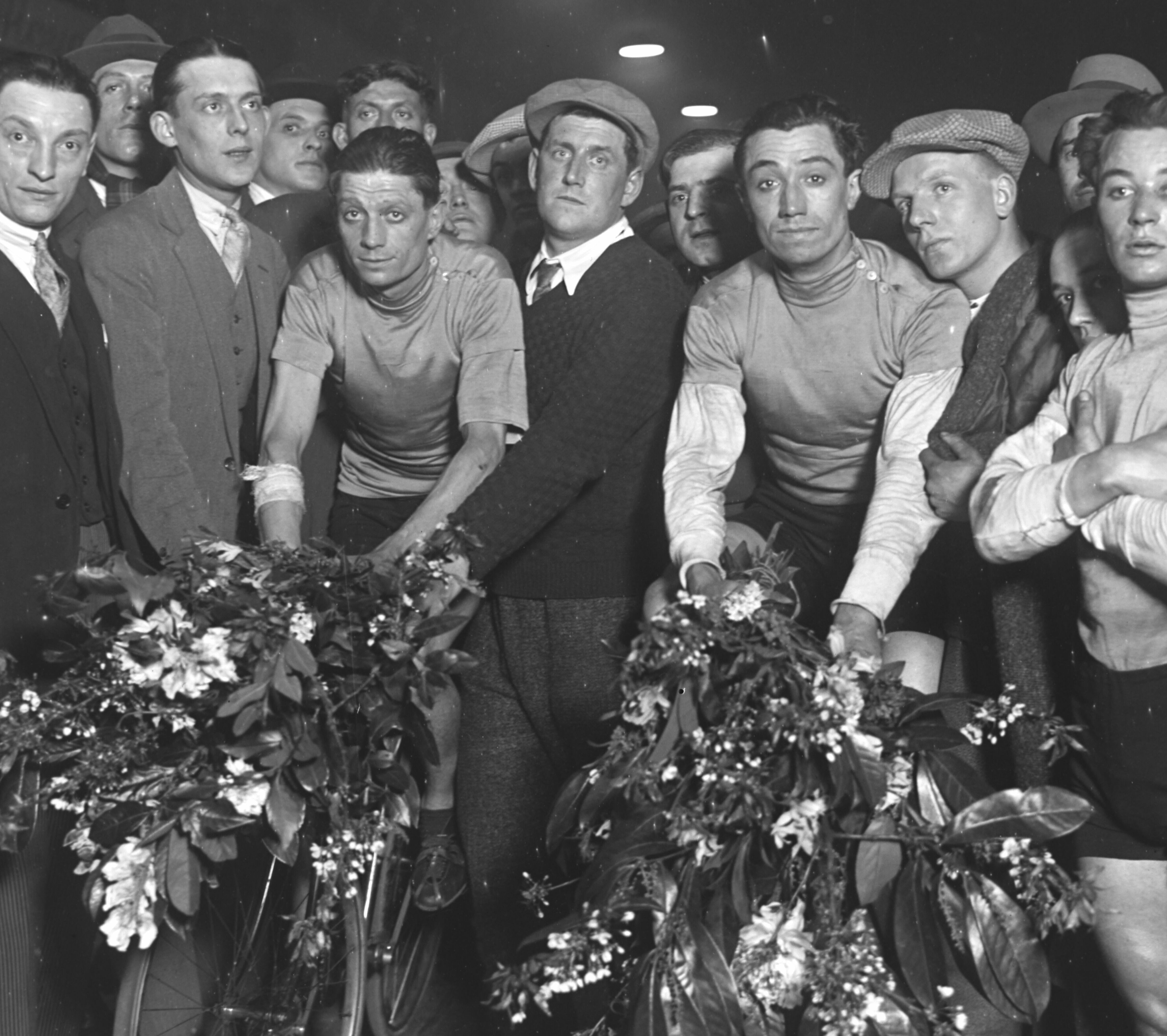
René Vandenhove et Georges Vandenhove, deuxièmes aux Six jours de Paris 1927

Georges, Lucien, Vandenhove, né le 12 juillet 1894 à Paris 20e et mort le 2 mars 1975 à Sucy-en-Brie, est un coureur cycliste français, spécialiste de l'américaine et des courses de six jours, associé à son frère René Vandenhove.

## Biographie
En 1908, son frère ainé René Vandenhove lui offre son premier vélo. De 1909 à 1914, il exerce le métier de fourreur. Il  triomphe  dans un Grand Prix des Tout Petits, puis dans diverses épreuves interclubs d'amateurs, jusqu'au moment où il est appelé sous les drapeaux. Démobilisé en 1918, il voudrait s'essayer sur piste, mais, pour obtenir un abonnement au Vél' d'Hiv', il lui faut courir et gagner la Course de la Médaille. Par trois fois, il gagne la course d'encouragement. Cela lui vaut d'être ensuite admis avec les pros du second plan, au milieu desquels il ne tarde pas à se distinguer. En compagnie de Bertaud il gagne une petite américaine de si brillante façon que Desmarets l'invite aussitôt pour une grande américaine. Il affirme, là, du premier coup, que c'est un genre de course qui lui convient, en terminant quatrième. Dès lors, Georges Vandenhove est de toutes les grandes américaines, toujours aux places d'honneur. Et il triomphe même plusieurs fois, en compagnie de son frère René, en battant les records locaux.
En 1922, il prend le départ des six jours de Paris avec Jean Chardon et finissent 4e. En 1923, il prend le départ des six jours de Paris avec René qui abandonne et continue avec Jean Chardon et finissent second; en 1924 il finit 8e avec René, 5e en 1925 finissant avec Joseph Baron,, 9e en 1926, 2e en 1927,, 10e en 1928 toujours avec René. En janvier 1926, Georges et René prennent le départ des six jours de Berlin, Georges finit 6e avec le belge Aloïs Persijn.
Après sa retraite sportive, il est représentant d'une firme d'huile. En 1934, René et Georges perfectionnent le dérailleur et déposent la marque Le Vainqueur.
En 1943 et 1944, il s'aligne dans le Grand Prix des vétérans du Grand Prix de Paris,.

## Palmarès sur piste
- 1923
  - 2e des Six Jours de Paris avec Jean Chardon

- 1926
  - Prix Hourlier-Comès avec René Vandenhove
  - Prix Maurice Garin avec René Vandenhove et André Marcot[17]
- 1927
  - Grand Prix d'Ouverture du Vélodrome de la Tête d'Or avec René Vandenhove[18]
  - 2e des Six Jours de Paris avec René Vandenhove
  - 3e du Prix Goullet-Fogler avec René Vandenhove
- 1928
  - 24 heures de Saint-Etienne avec André Marcot[19]
  - 3e du Prix du Salon avec André Marcot
- 1929
  - 2e du Prix Dupré-Lapize avec André Marcot